# Szüts Miklós
Szüts Miklós (Budapest, 1945. július 29. – 2024. március 14. ) magyar festőművész, tervezőgrafikus. Anyai ágon dédapja Degré Alajos író, az 1848–49-es forradalom és szabadságharc egyik vezetője. Lechner Lajos építésznek is dédunokája.

## Pályafutása
Szüts Jenő és Degré Erzsébet gyermekeként született.
1959–1963 között a Ferences Gimnázium tanulója volt Szentendrén. 1967–1973 között (akkor még) a Képzőművészeti Főiskola festő, illetve sokszorosító grafika szakán tanult.

### Egyetem után
1972 óta volt kiállító művész. A főiskola elvégzését követően a festés mellett önálló tervező grafikusként dolgozott. 1985–1988 között a József Attila Gimnáziumban rajzot és művészettörténetet tanított. 1997–1998 között a Színház- és Filmművészeti Egyetemen oktatott. 1991-ben az AD Grafikai Stúdió létrehozója, kreatív igazgatója, társtulajdonosa lett. 2001–2002 között Párizsban három hónapot töltött ösztöndíjjal, utána rendszeresen visszajárt Párizsba dolgozni.

## Magánélete
Felesége Vojnich Erzsébet festőművész, gyermekei Eszter (1973), Júlia (1975), Anna (1986), Nóra (1987).

## Tagságok
- Palládium Alapítvány kurátora
- Farkas István Alapítvány elnöke
- Magyar Képzőművészek és Iparművészek Szövetsége

## Önálló kiállításai (fordított sorrendben)
- 2009 Nemzeti Színház, Budapest
- 2009 Kulturinstitut der Republik Ungarn, Stuttgart
- 2008 Bartók 32 Galéria, Budapest
- 2007 Aulich Art Galéria, Budapest
- 2006 IX Galéria, Budapest
- 2005 Millenáris, Kerengő Galéria, Budapest
- 2005 Studio Galeria, Palac Kultury i Nauka, Varsó, Lengyelország
- 2004 Szajna Galeria, Rzeszów, Lengyelország
- 2004 Tetőtéri Galéria, Pannonhalmi Bencés Főapátság, Pannonhalma
- 2003 Kiscelli Múzeum, Templomtér, Budapest
- 2001 Cité International des Arts, Párizs
- 2001 Mestermű Galéria, Veszprém
- 2000 Budapest Galéria, Budapest
- 1998 Vigadó Galéria, Budapest
- 1997 Centrul Cultural al Republicii Ungare, Bukarest
- 1996 Institut Hongrois, Párizs
- 1995 Accademia d’Ungheria, Róma
- 1995 Művészetek Háza, Pécs
- 1993 Cifra Palota, Kecskemét
- 1992 Régi Zsinagóga, Szolnok
- 1991 Budapest Történeti Múzeum, Budapest
- 1991 Vigadó Galéria, Budapest
- 1987 Ernst Múzeum, Budapest
- 1984 Műhely Galéria, Szentendre
- 1983 Kunstforening, Bergen, Norvégia
- 1983 Bölcsészkari Galéria, Budapest
- 1982 Művésztelepi Galéria, Szentendre
- 1981 Uitz Galéria, Dunaújváros
- 1980 Stúdió Galéria, Budapest
- 1979 Madách Galéria, Vác
- 1978 Görög Templom Galéria, Vác
- 1977 Stúdió Galéria, Budapest
- 1977 Gallery of Art Friends, Voss, Norvégia

## Könyvek
- Szüts Miklós. Akvarellek / Watercolors. 2009–2013; Magvető, Budapest, 2013
- "A Földön élni ünnepély". A könyv alapjául a Krusovszky Dénessel 2018-2019-ben folytatott beszélgetések szolgálnak; szerk. Parti Nagy Lajos; Magvető, Budapest, 2020 (Tények és tanúk)